# St.-Antony-Hütte

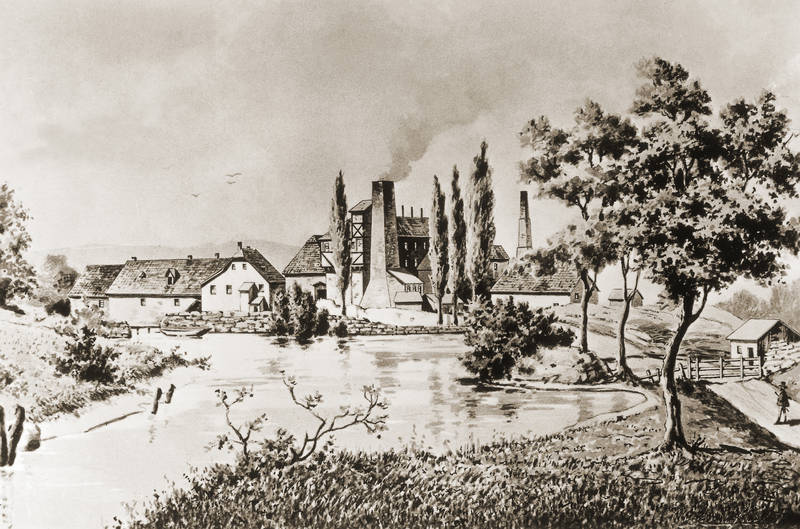
Alte Abbildung der St.-Antony-Hütte

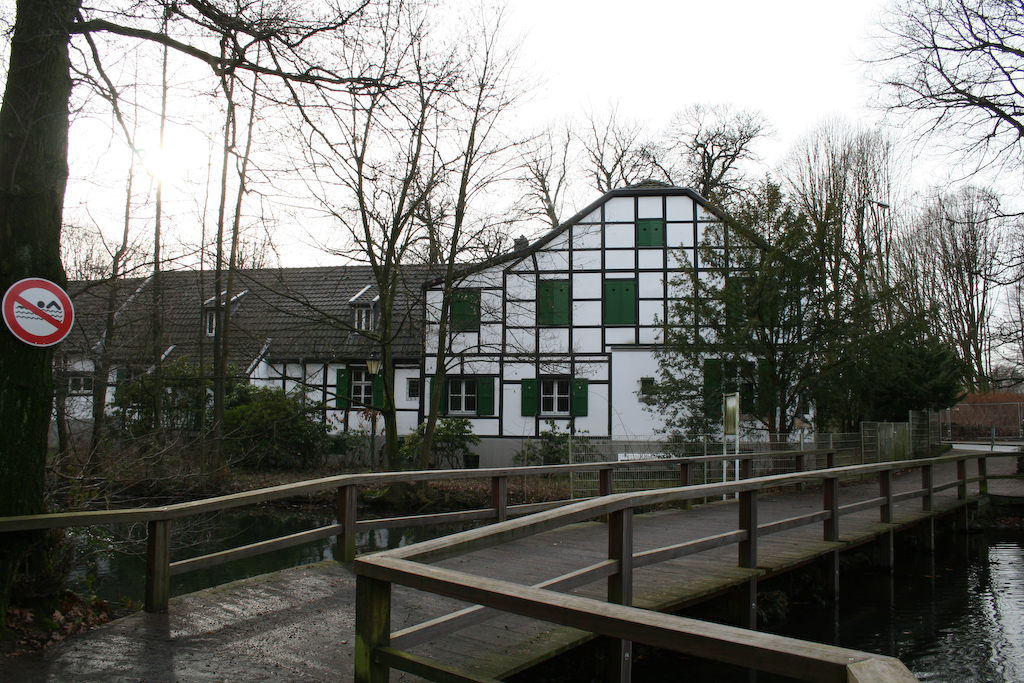
Ehemaliges Wohnhaus des Hüttenleiters G. Jacobi

Die St.-Antony-Hütte ist ein ehemaliges Eisenwerk im Oberhausener Stadtteil Klosterhardt, der zum Stadtbezirk Osterfeld gehört.

## Geschichte
Das Hüttenwerk, in dessen Umgebung Raseneisenerz als Rohstoff vorhanden war, wurde 1758 von Franz von der Wenge (1707–1788), Domherr zu Münster, im damaligen Osterfeld als erstes Eisenwerk im Ruhrgebiet gegründet. Die St.-Antony-Hütte gilt als „Wiege der Ruhrindustrie“. Am 18. Oktober 1758 wurde ein neun Meter hoher Hochofen am Elpenbach zwischen Sterkrade und Osterfeld angeblasen. Neben dem Hochofen gehörten Gießereien und Formereien zur St.-Antony-Hütte.
Bis 1808 gab es einen langjährigen Konkurrenzkampf mit den beiden in der Nachbarschaft errichteten Hütten Gute Hoffnung (1782) und Neu Essen (1791), was zu komplizierten juristischen Auseinandersetzungen führte. 1808 wurden alle drei Betriebe in der Hand der Brüder Franz und Gerhard Haniel und der mit ihnen verschwägerten Heinrich Arnold Huyssen und Gottlob Jacobi vereinigt. Die vier gründeten die Hüttengewerkschaft und Handlung Jacobi, Haniel & Huyssen (JHH), die im Jahre 1873 in den Actienverein für Bergbau und Hüttenbetrieb, Gutehoffnungshütte (GHH) umgewandelt wurde.
1820 wurde der Hüttenbetrieb auf St. Antony erstmals eingestellt; 1826/27 wurde er mit einem neu errichteten Hochofen wieder aufgenommen. 1842 wurde der Hochofenbetrieb endgültig aufgegeben. 1877 schloss man die Gießerei, den letzten Betrieb auf dem Gelände. Die meisten Gebäude wurden später abgerissen.
Aus der Gründungszeit sind heute ein ehemaliger Hüttenteich und das frühere Kontor- und Wohnhaus des Hüttenleiters Gottlob Jacobi erhalten. Dieses beherbergte lange Zeit das Firmenarchiv der Gutehoffnungshütte. Im Mai 2008 wurde in den Räumlichkeiten das Museum „St. Antony-Hütte“ als neuer Bestandteil des Rheinischen Industriemuseums eröffnet. Die Dauerausstellung im Gebäude wird durch ein Feld mit industriearchäologischen Ausgrabungen ergänzt.

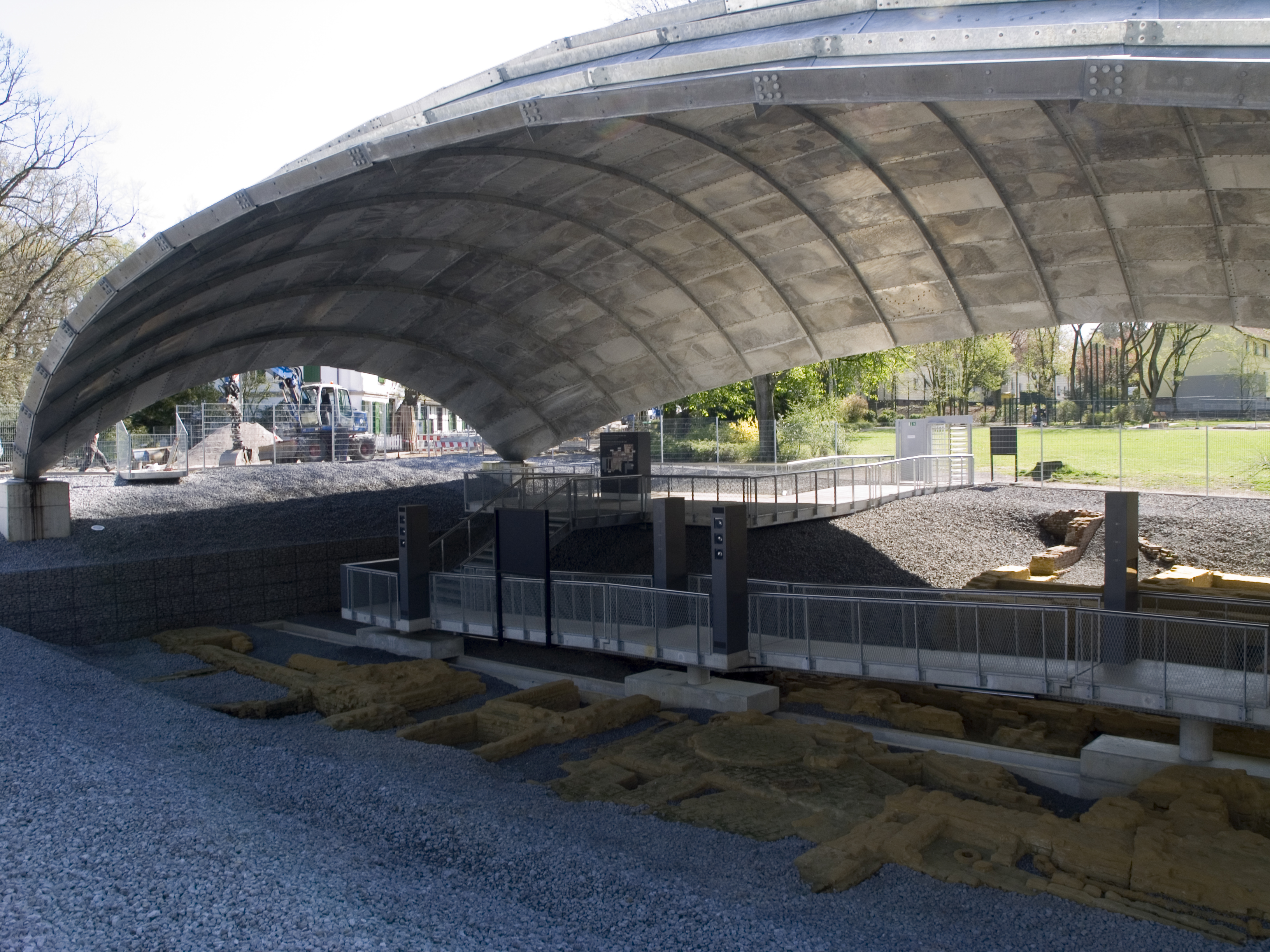
Die Überdachung aus feuerverzinkten Stahlblechschindeln erhielt mehrere Architekturpreise.

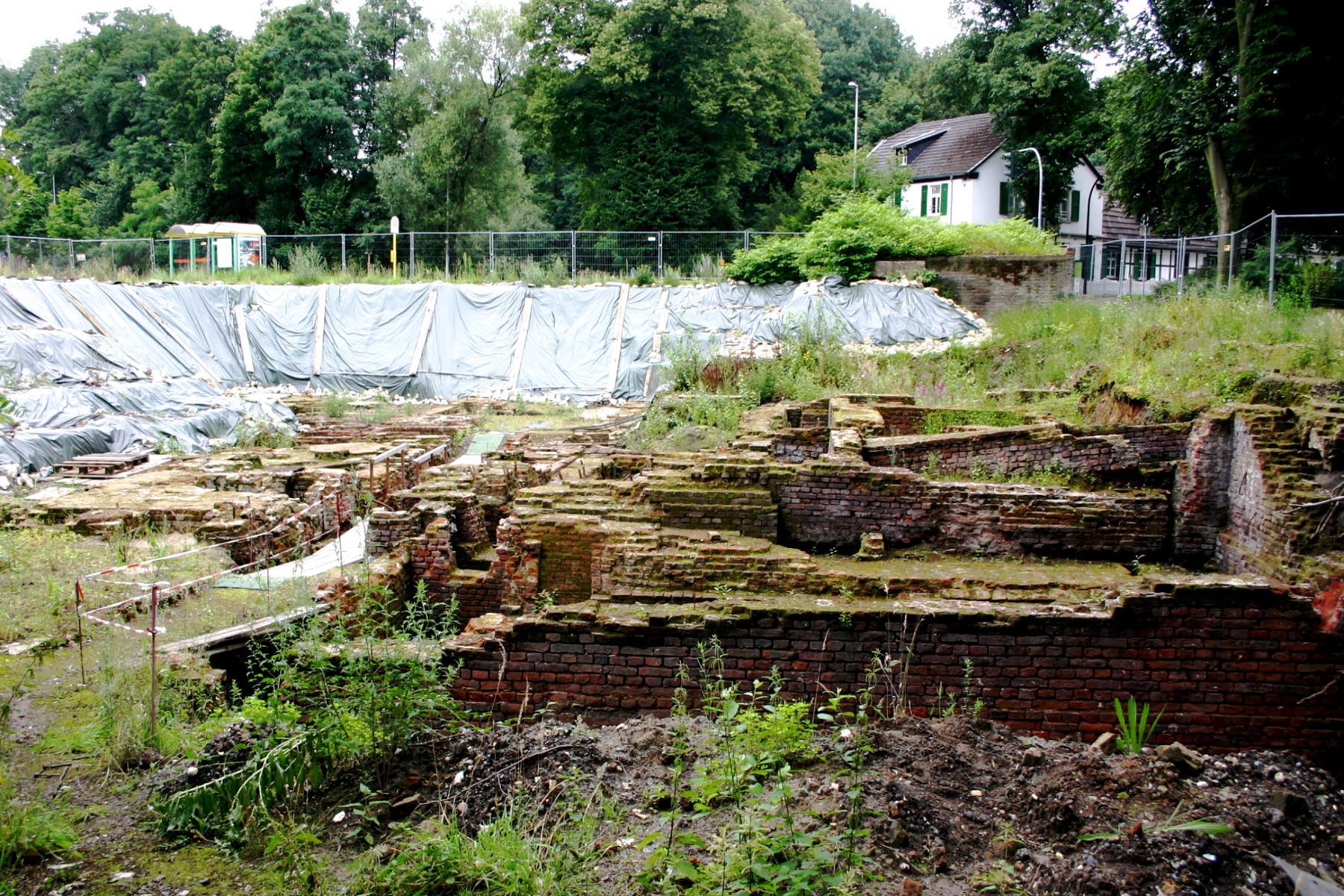
Ausgrabungen auf dem Gelände der ehemaligen Hütte (Juli 2008)

Im Jahr 2006 wurden südlich der Antoniestraße, entlang des Elpenbaches, bei archäologischen Ausgrabungen des Landschaftsverbandes Rheinland – LVR-Amt für Bodendenkmalpflege im Rheinland (Außenstelle Xanten) und des LVR-Industriemuseum Oberhausen – Gebäudefundamente freigelegt. Sie sind Überreste der ehemaligen Produktionsanlagen der Eisenhütte. Zum 250-jährigen Jubiläum der Hüttengründung im Jahr 2008 wurden die Ausgrabungsarbeiten abgeschlossen. Es folgte ein Architekturwettbewerb, um eine ansprechende Form des Witterungsschutzes zu finden. Im September des Jahres 2010 – dem Kulturhauptstadtjahr – wurde die Stahlüberdachung der Ausgrabungsstätte fertiggestellt. Das Gewicht des selbsttragenden, feuerverzinkten Schindeldaches beträgt über 90 Tonnen. Der Entwurf stammt von Ahlbrecht-Scheidt-Kasprusch, Essen in Zusammenarbeit mit dem Dortmunder Ingenieurbüro Schülke und Wiesmann. Die Gestaltung der ersten industriearchäologischen Grabung Europas wurden vom Nachfolgeunternehmen der Gutehoffnungshütte, der heutigen MAN, mitfinanziert. Seit Oktober 2010 ist der erste industriearchäologische Park Deutschlands für Besucher zugänglich. Auf dem Grabungsgelände werden die Ursprünge der Eisen- und Stahlindustrie gezeigt. Anhand von 3-D-Animationen und Schautafeln wird dargestellt, wann hier welche Gebäude standen und wie aus der einst kleinen Eisenhütte mit nur wenigen Bauten ein Industriebetrieb wurde, in dem rund hundert Menschen arbeiteten. Ein Hochofen, ein Kupolofen und eine Gießerei werden virtuell rekonstruiert und veranschaulichen, wie hier einst Pfannen und Töpfe, Munition und Maschinenteile produziert wurden.
Die St.-Antony-Hütte war 1985 Namensgeber für das gleichnamige Weingut St. Antony in Nierstein am Rhein; dieses gehörte bis zum Jahr 2005 der MAN AG.
Seit Dezember 2019 wird die St.-Antony-Hütte nicht nur als einfache Station, sondern als Ankerpunkt der Route der Industriekultur geführt.

## Konzept des LVR-Industriemuseums
Die St.-Antony-Hütte ist einer von insgesamt sieben Standorten des Industriemuseums, die im Verbund ein einziges Museum bilden. In zum Teil denkmalgeschützten Fabriken wird am authentischen Ort die Geschichte der Industrie im Rheinland und der dort beschäftigten Menschen erzählt. Dabei stehen die zentralen Branchen Metall, Textil, Papier und Elektrizität im Mittelpunkt. Neben dem Schauplatz Oberhausen in der ehemaligen Hütte St.-Antony-Hütte sind dies:
- die Papiermühle Alte Dombach in Bergisch Gladbach,
- die Baumwollspinnerei Ermen & Engels in Engelskirchen,
- die Tuchfabrik Müller in Euskirchen,
- die Textilfabrik Cromford in Ratingen,
- die Gesenkschmiede Hendrichs in Solingen und
- die Zinkfabrik Altenberg in Oberhausen.

In Oberhausen befindet sich auch die Museumszentrale mit Direktion, das Sammlungsdepot, Bibliothek, Fotoarchiv und Werkstätten sowie die Siedlung Eisenheim mit dem dortigen Museum als Außenstelle. Gründer und Träger des LVR-Industriemuseums ist der Landschaftsverband Rheinland (LVR).